# Noli me tangere (Kästchen)

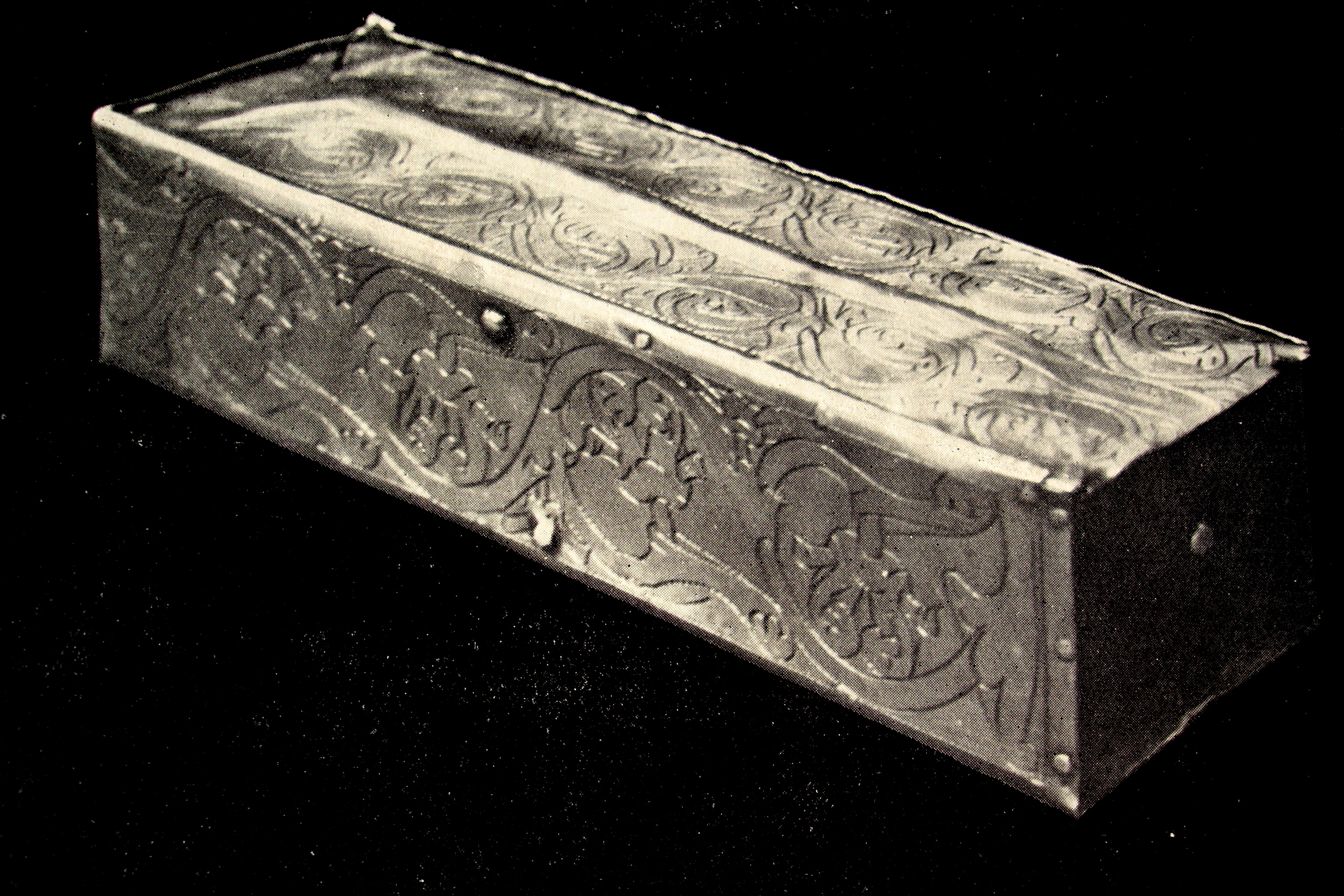
Das Noli me tangere-Kästchen

Beim Noli me tangere-Kästchen (lat. „Rühr mich nicht an!“) handelte es sich um eine kleine silbervergoldete Schatulle im Aachener Domschatz (L: 15,2 cm H: 3,7 cm, T: 4,8 cm). Sie wurde bis zum Anfang des 19. Jahrhunderts im Marienschrein des Aachener Doms zusammen mit den Aachener Heiligtümern aufbewahrt. Bis zu seiner Zerstörung während des Zweiten Weltkrieges verblieb das Kästchen im Besitz der Aachener Domschatzkammer.

## Entstehungsgeschichte

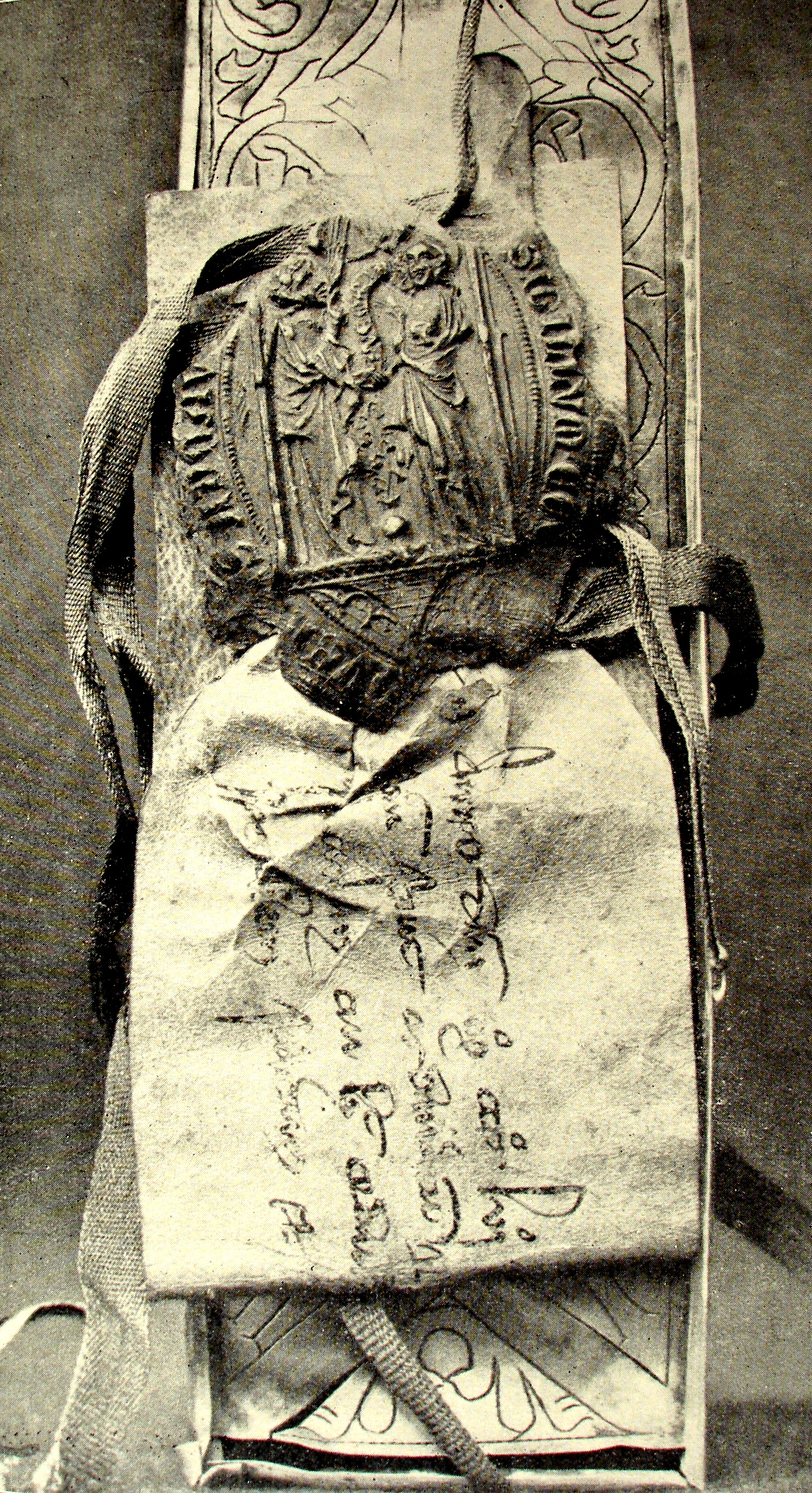
Urkunde um das Kästchen

Zum Aachener Domschatz gehören u. a. die vier sogenannten „großen Heiligtümer“: Das Kleid der Maria, die Windel Jesu, das Enthauptungstuch des Johannes und das Lendentuch Christi. Ab 1349 wurden diese Tücher als Stoffreliquien in Aachen alle sieben Jahre während der Aachener Heiligtumsfahrt gezeigt und verehrt. Eine Legende erzählt, dass es während einer solchen Heiligtumsfahrt einem Pilger gelungen sei, trotz der scharfen Bewachung der Tuchreliquien kleine Partikel von jedem der Stoffe abzutrennen und zu entwenden. Beim Tod dieses Pilgers Jahre später soll ihn seine Tat gereut haben und er ließ die gestohlenen Stoffstücke dem Aachener Domkapitel wieder zukommen. Den Kanonikern soll diese Angelegenheit derart peinlich gewesen sein, dass sie im Jahre 1356 die Herstellung einer kleinen Silberschatulle in Auftrag gaben, um die zurückerworbenen Reliquienteile darin sicher aufzubewahren. Nach Verschluss des Kästchens umwickelten sie es mit einem grünen Seidenband, versiegelten dieses und fügten ein Pergament hinzu, auf dem es hieß:
„Anno domini M CCC LVI in festo magne dedicacionis ecclesie beate marie virginis Aquensis fuit ordinatum per capitulum dicte ecclesie ad hoc indictum quod presens sarculum cui hec scedula est appensa de cetero non apperiatur et hoc propter specialem statum et utilitatem ecclesie antedicte.“
„Im Jahre des Herrn 1356, am Feste der Großkirchweihe wurde durch das Kapitel der Aachener Marienkirche bestimmt, dass gegenwärtiges Schreinchen, an das dieser Zettel geheftet ist, nicht mehr geöffnet werden soll, und zwar mit Rücksicht auf die besonderen Verhältnisse und den Nutzen der genannten Kirche.“
Wegen dieser Aufschrift bekam das Silberkästchen im Volksmund den Namen Noli me tangere. Der Ausdruck geht auf das Johannesevangelium zurück, wo Maria Magdalena mit diesen Worten vom auferstandenen Christus daran gehindert wird, ihn zu berühren (Joh 20,17 ).

## Inhalt
In den folgenden 448 Jahren änderte sich nichts am Zustand des Kästchens. Es wurde alle sieben Jahre zusammen mit den Reliquien dem Marienschrein entnommen, gesegnet und anschließend wieder in den Schrein zurückgelegt. Im ausgehenden späten Mittelalter entstand oft eine tief verwurzelte Neigung zum Mystischen, was dazu führte, dass das Kästchen selbst als ein wertvoller Reliquienschatz angesehen wurde und dessen Inhalt gerade wegen seiner besonderen Bedeutung als Reliquie von niemanden betrachtet werden durfte. Berichte über einen Aachener Dechanten, der aus Neugier das Kästchen geöffnet haben soll und infolgedessen mit einer sofortigen Blindheit beschlagen wurde, vermehrten das Geheimnis um die kleine Schatulle.

## Öffnung
Es wird erzählt, dass der tatsächliche Inhalt des Kästchens durch einen Zufall bekannt wurde. Aachen und das Rheinland standen zu Beginn des 19. Jahrhunderts unter französischer Besatzung, und so besuchte 1804 Kaiserin Joséphine, die damalige Gemahlin Napoleons, Aachen. Zu diesem Anlass zeigte der erste Aachener Bischof Marc-Antoine Berdolet – wie es bei einem Besuch von hohen Persönlichkeiten üblich war – der Kaiserin einen Teil der Aachener Reliquien. Unter anderem sei ihr das Kästchen Noli-me-tangere gereicht worden, bei dessen Berührung der Verschluss nachgegeben und das Kästchen sich geöffnet habe. Zum Vorschein seien Stofffragmente der Aachener Heiligtümer gekommen. Die Kaiserin sei sehr erschrocken gewesen, hatte man ihr doch vorher die Geschichte von dem erblindeten Dechanten erzählt. Mit Öffnung des Kästchens wurde das jahrhundertelang gehütete Geheimnis über den Inhalt schließlich gelüftet.

## Verbleib
Zur Zeit des Zweiten Weltkriegs wurde der größte Teil des Aachener Domschatzes mehrfach verlegt, zuletzt nach Siegen, von wo aus er nach dem Krieg wieder nach Aachen fand. Einige wenige Teile des Schatzes verblieben jedoch in Aachen, darunter das sog. „Brustkreuz Karls des Großen“ und eben das Noli me tangere-Kästchen. Beide Gegenstände wurden während der Bombenangriffe auf die Stadt von dem damaligen Domschatzmeister Msgr. Johannes Crumbach in seinem Keller verwahrt. Eine Phosphorbombe traf das Haus am 10. Juli 1941 und zerstörte das Kästchen mit seinem Inhalt.